# Lucas Braathen
Lucas Pinheiro Braathen (Oslo, 19 april 2000) is een Noors-Braziliaans alpineskiër. De specialist op de Reuzenslalom en Slalom won in 2023 de Wereldbeker Slalom.

## Carrière
Braathen is geboren in Oslo, Noorwegen. Na de scheiding van zijn ouders ging hij op driejarige leeftijd met zijn moeder terug naar Brazilië. Toen hij terugkeerde naar Noorwegen, maakte hij kennis met de skisport en dat leidde tot succes.
Bij zijn wereldbekerdebuut, in december 2018 in Val d'Isère, scoorde Braathen meteen punten voor het klassement. In oktober 2019 behaalde hij in Sölden zijn eerste toptienklassering in een wereldbekerwedstrijd. Een jaar later boekte de Noor in Sölden zijn eerste wereldbekerzege. Braathen zat zowel gedreven als ontspannen in de sport. Hij wilde vooral niet al te serieus zijn, genieten van het reizen met de collega's en lol maken.
In januari 2022 begon Braathen als voorlaatste, ofwel nummer 29, aan de finale van de wereldbeker slalom in Wengen. Hij zette zo'n scherpe tijd neer, dat zijn tegenstanders ofwel buiten de baan vlogen, of minstens twee tienden tekort kwamen aan de finish. Nog nooit had iemand eerder, met zo'n grote achterstand in plaatsen, toch een wereldbeker gewonnen.
In het volgende seizoen 2022/2023 won Braathen twee wedstrijden en het eindklassement van de Wereldbeker Slalom. Op de Olympische Spelen in Peking mistte hij twee keer een poort.
In oktober 2023 nam Braathen, voor zijn omgeving verrassend, afscheid van de sport. Hij gaf aan zich al jaren niet meer vrij te hebben gevoeld. Op de achtergrond speelde een conflict met de Noorse bond over portretrecht en een reclamecampagne van een concurrerende sponsor waaraan Braathen had meegedaan.
Op 7 maart 2024 kondigde Braathen zijn terugkeer in de sport aan, maar nu onder de Braziliaanse vlag. Bij zijn eerste wereldbekerwedstrijd als Braziliaan, in Sölden oktober 2024, pakte Braathen een vierde plaats. Daarmee scoorde hij de eerste wereldbekerpunten ooit voor een Braziliaanse alpinskiër.

## Resultaten

### Olympische Winterspelen
| Jaar                    | Plaats | Resultaten                    |
| ----------------------- | ------ | ----------------------------- |
| uitkomend voor Brazilië |        |                               |
| 2022                    | Peking | DNF2 Reuzenslalom DNF1 Slalom |

### Wereldkampioenschappen
| Jaar                     | Plaats             | Resultaten                  |
| ------------------------ | ------------------ | --------------------------- |
| uitkomend voor Noorwegen |                    |                             |
| 2023                     | Courchevel-Méribel | 7e Slalom                   |
| uitkomend voor Brazilië  |                    |                             |
| 2025                     | Saalbach           | 13e Slalom 14e Reuzenslalom |

### Wereldbeker
Eindklasseringen
| Seizoen                  | Algm | SL   | RS  | SG  | PAR |
| ------------------------ | ---- | ---- | --- | --- | --- |
| uitkomend voor Noorwegen |      |      |     |     |     |
| 2018/2019                | 147e | -    | 51e | -   |     |
| 2019/2020                | 27e  | 24e  | 15e | -   | 10e |
| 2020/2021                | 43e  | -    | 15e | -   | 18e |
| 2021/2022                | 9e   | 4e   | 4e  | -   | -   |
| 2022/2023                | 4e   | Goud | 7e  | 39e |     |
| uitkomend voor Brazilië  |      |      |     |     |     |
| 2024/2025                | 6e   | 6e   | 5e  | -   |     |

Wereldbekerzeges
| Datum                    | Plaats      | Onderdeel    |
| ------------------------ | ----------- | ------------ |
| uitkomend voor Noorwegen |             |              |
| 18 oktober 2020          | Sölden      | Reuzenslalom |
| 16 januari 2022          | Wengen      | Slalom       |
| 11 december 2022         | Val-d’Isère | Slalom       |
| 18 december 2022         | Alta Badia  | Reuzenslalom |
| 8 januari 2023           | Adelboden   | Slalom       |
| uitkomend voor Brazilië  |             |              |
| -                        |             |              |